# Alejandra Robles Gil
Alejandra Robles Gil (Cidade do México, 7 de fevereiro de 1990) é uma atriz e cantora mexicana.

## Biografia
Ingressou no Centro de Educação Artística da Televisa (CEA). Iniciou sua carreira na televisão na exitosa telenovela Porque el amor manda, onde interpretou a "Alejandra", compartindo créditos com Blanca Soto e Fernando Colunga.
Nesse mesmo ano interpreta a Liz na telenovela Corazón indomable, junto a Ana Brenda Contreras e Sergio Goyri.
Em 2014, interpreta a malvada Inés na telenovela La gata, ao lado de Maite Perroni e Pilar Pellicer.
Em 2015 interpreta a Teodora na telenovela Que te perdone Dios, junto a Zuria Vega e Mark Tacher. Nesse mesmo ano participa da serie Como dice el dicho, no episódio "Quien pobre anocheció".
Em 2016 interpreta a Lucía Arenti na telenovela Simplemente María junto a Claudia Álvarez, José Ron e Eleazar Gómez.
Em 2020 ela trabalha com a produtora Giselle González na telenovela Imperio de mentiras, interpretando 'Majo', irmã da protagonista 'Elisa' vivida por Angelique Boyer.
Em 2021 consegue seu primeiro papel protagônico ao lado de Danilo Carrera e Brandon Peniche na novela Contigo sí, do produtor Ignacio Sada.

## Carreira
| Ano     | Título                     | Personagem                                                             | Gênero     |
| ------- | -------------------------- | ---------------------------------------------------------------------- | ---------- |
| 2012/13 | Porque el amor manda       | Alejandra                                                              | Telenovela |
| 2013    | Corazón Indomable          | Liz Falcón                                                             | Telenovela |
| 2014    | La gata                    | Inés Olea                                                              | Telenovela |
| 2015    | Que te perdone Dios        | Teodora de Zarazúa                                                     | Telenovela |
| 2014/15 | Como dice el dicho         | "En boca del mentiroso" como Rebeca "Quién pobre anocheció" como Irene | Série      |
| 2015/16 | Simplemente María          | Lucía Arenti Rivapalacio                                               | Telenovela |
| 2016    | Por siempre Joan Sebastian | Andrea Figueroa                                                        | Minissérie |
| 2016    | La rosa de Guadalupe       | "La noche del eclipse"                                                 | Série      |
| 2016    | Sin rastro de ti           | Érika Santillana                                                       | Série      |
| 2018    | La jefa del campeón        | Fabiola Bravo Méndez                                                   | Telenovela |
| 2019/20 | El dragón                  | Lucía Martínez de Perdomo                                              | Telenovela |
| 2020/21 | Imperio de mentiras        | María José "Majo" Cantú Robles                                         | Telenovela |
| 2021/22 | Contigo sí                 | Ángela Gutiérrez Hidalgo / de Villalobos                               | Telenovela |
| 2023    | Eternamente amándonos      | Paula Bernal Gómez de Iturbide                                         | Telenovela |
| 2025    | Regalo de amor             | Isabella Fonseca Duarte de Navarro                                     | Telenovela |